# Soulouque
Los Soulouque fueron la Casa Imperial que gobernó en Haití durante el Segundo Imperio, su primer y último emperador fue Faustino I quien gobernó desde 1849 hasta 1859. Faustino I fue traicionado por el Duque de Tabara Fabre Geffrard quien protagonizó una revuelta en 1858, que tras varios choques con las fuerzas imperiales entró en la capital el 15 de enero de 1859. Los soldados del emperador derrotado se negaron a seguir combatiendo y el monarca se refugió en el consulado francés, poco después se le permitió abandonar el país rumbo a Jamaica.
Faustino I tuvo una hija, Celita Soulouque, junto a Adelina de Haití, adoptando también a una hija de la emperatriz, Oliva Soulouque, pero ninguna de ellas reclamó la corona. Su hermano, el Príncipe Alejandro Juan José Soulouque, dejó un hijo, el Príncipe Manville Joseph (fallecido en 1875).